# فياتشيسلاف تيريشنكو
فياتشيسلاف تيريشنكو (بالأوكرانية: Терещенко В'ячеслав Володимирович)‏ هو لاعب كرة قدم أوكراني في مركز الهجوم، ولد في 16 يناير 1977 في أوديسا في أوكرانيا. لعب مع تشورنومورتس أوديسا.

## وصلات خارجية
- فياتشيسلاف تيريشنكو على موقع اتحاد أوكرانيا (الإنجليزية)